# Rocca di Hasegg
La Rocca di Hasegg (in tedesco Burg Hasegg) è una fortificazione medievale della cittadina di Hall in Tirol, in Austria.

## Storia e descrizione

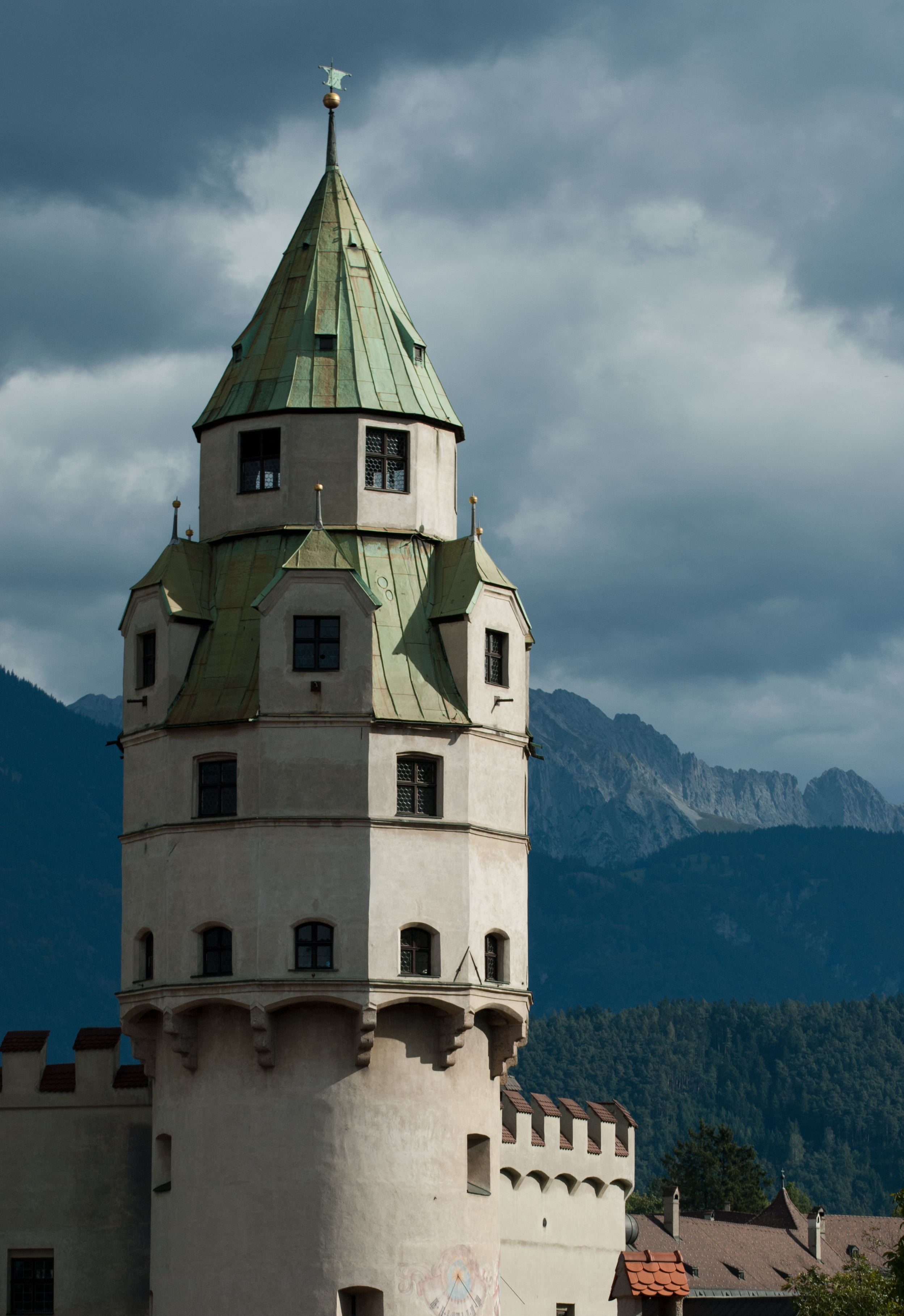
La Torre della Zecca.

### Origini
Originariamente, la rocca era una fortificazione angolare, sporgente dalle mura della città di Hall. Infatti, nella vicina salina, dalla salamoia recuperata nelle miniere della Halltal, veniva ricavato il sale. Il processo avveniva, tramite evaporazione, in quattro enormi padelle. Era, dunque, necessario bruciare enormi quantità di legna e ciò portava elevato rischio d'incendio. A vigilanza del pericolo una prima torre di guardia venne costruita nel 1296 nell'angolo sud-occidentale delle saline, conosciuta come "Turm bei der Saline" (Torre alle Saline).
Il nome Hasegg deriva proprio da "Haus am Eck" (Casa d'angolo). 
La rocca fu menzionata per la prima volta nel 1306 e aveva lo scopo di protezione della salina e controllo del traffico fluviale, del ponte sull'Inn della supervisione della vecchia strada romana.

### Dimora principesca
Il conte Federico Tascavuota aveva nel 1406 la sua residenza in città, la cosiddetta Königshaus, "Casa del Re". Pertanto, gli Asburgo Tirolesi non avevano più un alloggio adatto a Hall. Così il suo successore, l'Arciduca Sigismondo il Danaroso, iniziò l'espansione della parte meridionale dell'area salina nel 1446. Fra il 1477-89 intraprese quei grandi lavori per trasformarla in una sede principesca. I lavori furono affidati alla direzione di Niklas Thüring il Vecchio, il costruttore del Tettuccio d'oro a Innsbruck e a suo figlio Gregor. Nel 1480 furono costruiti la Münzertor (Porta della Zecca) e la possente Münzerturm (Torre della Zecca), che sostituì la vecchia torre di guardia inferiore. Nel 1490 l'Hasegger Tor fu rinforzata da un bastione. Un emblema dell'arciduca Sigismondo lo ricorda. 
Nel 1494, il successore di Sigismondo, l'Imperatore Massimiliano I d'Asburgo, diede la festa nuziale del suo secondo matrimonio con Bianca Maria Sforza in questo castello. Massimiliano continuò nel 1515, l'attività di costruzione; Sotto di lui, l'ala est di legno venne rifatta in pietra e vi fu aggiunta la cappella gotica in onore di San Giorgio, dalle volte reticolate.
Dopo la morte di Massimiliano, le grandi sale furono temporaneamente utilizzate come silos per i cereali.

### Sede della Zecca
Nel 1477 Sigismund trasferì la Zecca a Merano nell'Ansitz Sparberegg dove nel 1486 fu coniata la prima moneta d'argento, il primo Tallero (il cui nome sopravvive nella parola dollaro). Nel 1567, l'arciduca Ferdinando II fece trasferire la zecca nel castello di Hasegg che venne utilizzato, in parte, come appartamento per i funzionari della zecca. Le sale principesche esistenti furono comunque ancora utilizzate per le visite del sovrano o di altri ospiti. 
Il terremoto del 1670 recò alcuni danni, soprattutto alla torre più piccola del lato nord che dovette essere abbassata all'altezza attuale. 
Nel 1809, con le Guerre napoleoniche e la crescente scarsità della risorsa locale dell'argento, la Zecca venne chiusa.
Oggi ospita lo Stadtmuseum, "Museo civico".